# 紐堡 (紐約州鎮)
紐堡（英語：Newburgh）是一個位於美國紐約州奧蘭治縣的鎮。

## 人口
根據2020年美國人口普查的數據，紐堡的面積為121.58平方千米，當中陸地面積為112.31平方千米，而水域面積為9.27平方千米。當地共有人口31985人，而人口密度為每平方千米263人。